# 1087 هـ
1087 هـ هي سنة في التقويم الهجري امتدت مقابلةً في التقويم الميلادي بين سنتي 1676 و1677.

## مواليد
- إسماعيل العجلوني
- راشد بن خميس الحبسي

## وفيات
- ابن معتوق الموسوي